# Şehriye

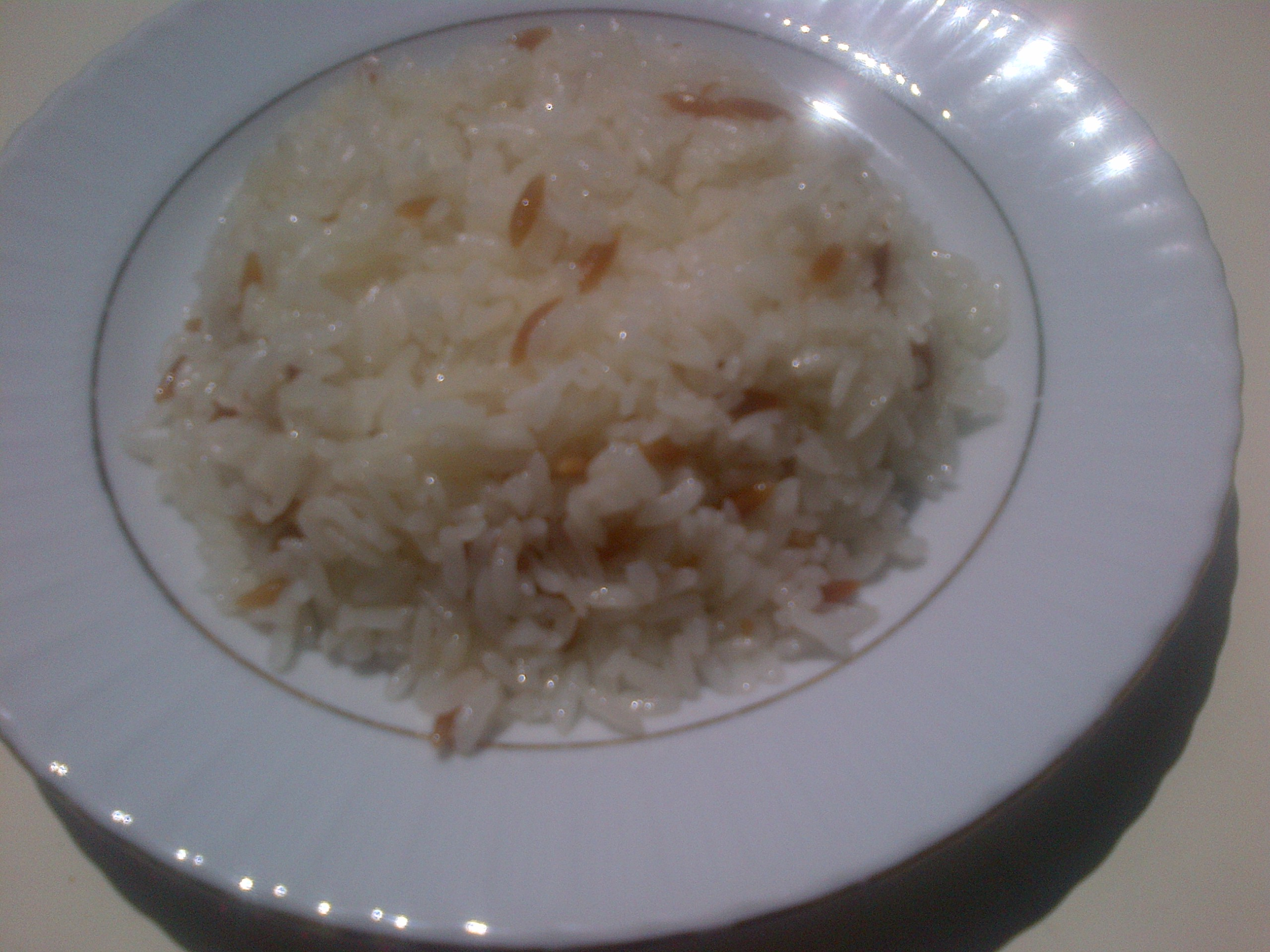
"Şehriyeli pilav".

Şehriye és una varietat de pasta utilitzada a la cuina turca. Hi ha dues varietats de şehriye: Tel şehriye i arpa şehriye. Aquests dos noms es poden traduir com a "şehriye fil" i "şehriye ordi" per les formes de la pasta, respectivament, que s'assemblen al filferro (molt més fines que els fideus) o als grans d'ordi. Similarment a la pastina i capelli d'angelo italianes, el şehriye es fa en sopa (tel şehriye çorbası i arpa şehriye çorbası) o s'afegeixen als pilav (şehriyeli pilav o "pilav amb şehriye" en turc). Una varietat del plat Ankara tava s'elabora només amb arpa şehriye, en lloc d'arròs. Antigament es feien reunions per elaborar şehriye casolà a Mardin. A Turquia es fa şehriye des dels temps seljúcides.

## Galeria

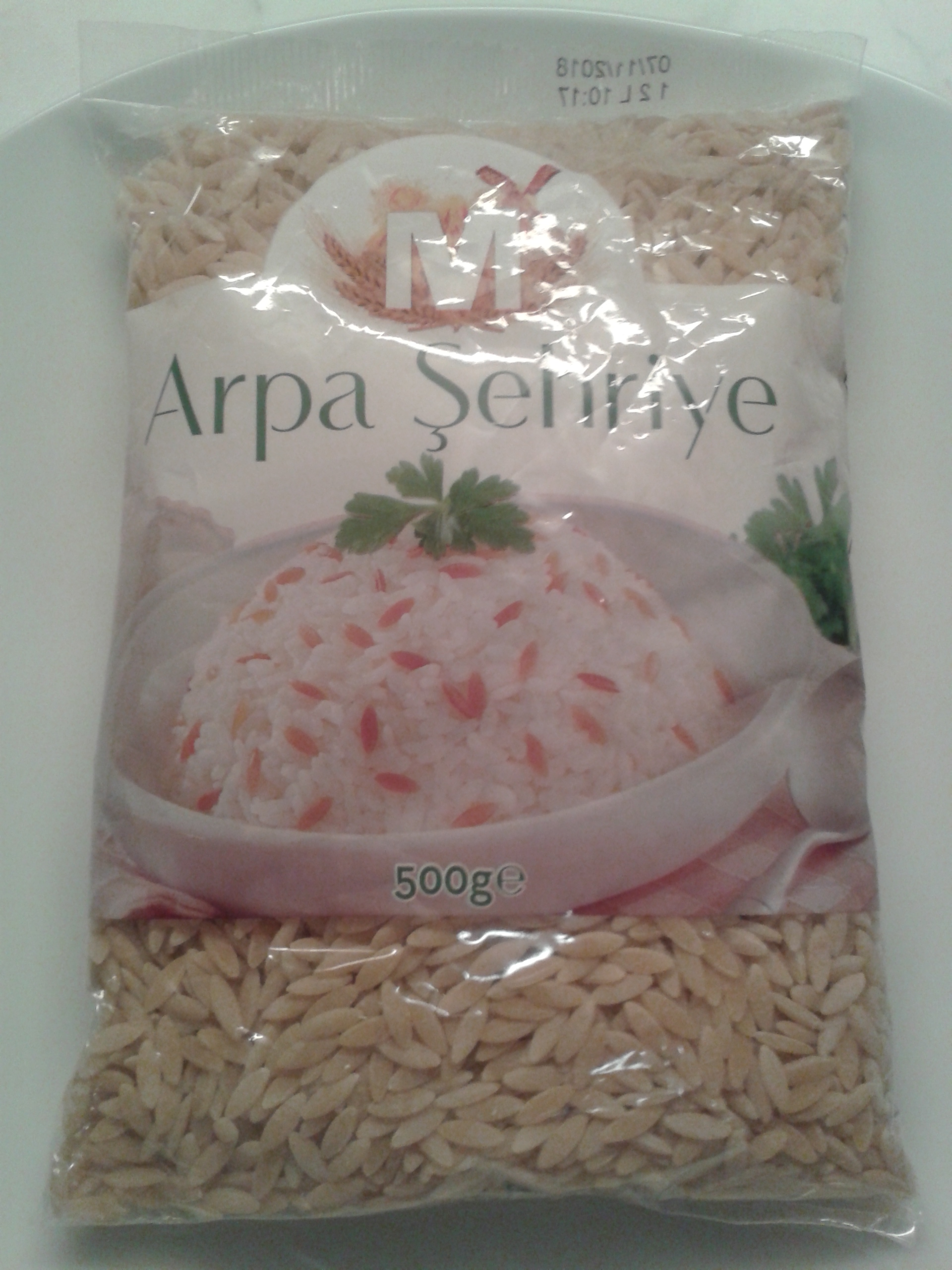
Arpa şehriye
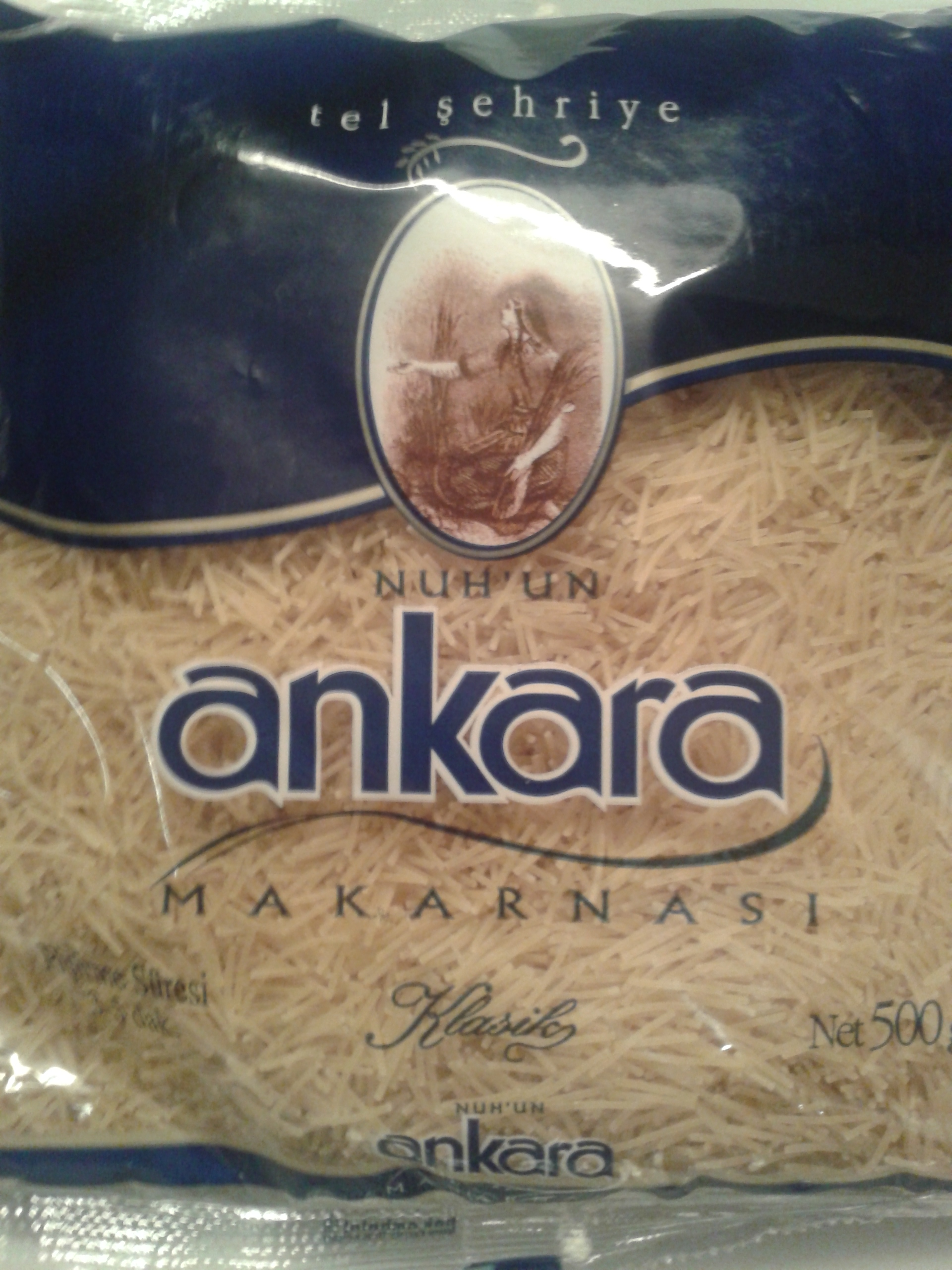
Tel şehriye
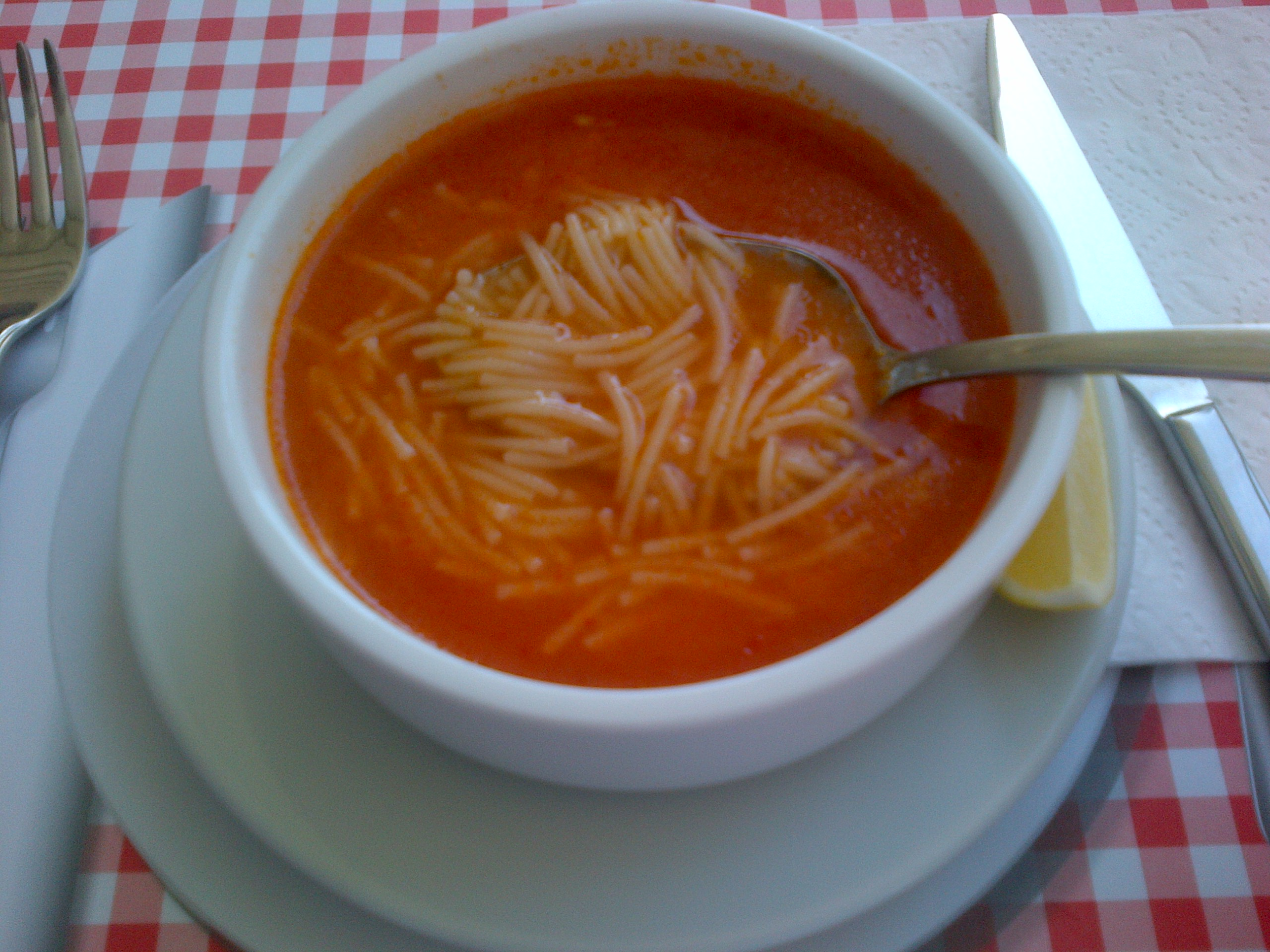
Tel şehriye çorbası